# Ахтаев, Ахмад-Кади Магомедович
Ахмад-Кади Ахтаев (авар. Ахмад-Къади Ахтаев, 1942, Кудали, Дагестанская АССР — 1998, Кудали, Дагестан) — один из духовных лидеров умеренного крыла северокавказских салафитов и амир «Исламского движения кавказа» — председатель всероссийской исламской организации «аль Исламия» — председатель Исламской партии возрождения.

## Биография

### Ранние годы
Ахмад-Кади Ахтаев родился в 1942 году в селении Кудали Гунибского района Дагестана.
Отец погиб на войне, из-за чего месячным ребёнком остался на руках у матери. Исламские науки начал изучать с раннего детства у кавказских улемов, уцелевших после революции, гражданской войны и репрессий.
Знавшие его лично люди утверждали, что Ахмад-Кади в совершенстве знал арабский язык, владел феноменальной памятью и ораторским искусством. Досрочно, в 15 лет, окончив среднюю школу с золотой медалью, поступил в Дагестанский медицинский институт в Махачкале, который окончил с отличием. В течение 20 лет работал по специальности врачом в Дагестане и некоторых областях России.

### Деятельность
В 1984 году на встрече мусульман Кавказа, единогласно избирается лидером тогда ещё по сути зарождающегося Исламского Движения Кавказа. А в 1990 году на I съезде мусульман СССР, который прошел в Астрахани, Ахмад-Кади был избран председателем Совета ученых и амиром Исламской партии возрождения Советского Союза. После распада СССР и самороспуска всесоюзной Исламской партии возрождения в августе 1992 года Ахтаев был избран председателем вновь созданной общероссийской исламской организации «Аль-Исламия».
Благодаря активности Ахтаева появились первые независимые мусульманские СМИ. Он стал редактором газеты «Единство», переименованной впоследствии в «Единение». Являлся председателем редакционного совета журнала «Исламская цивилизация». Он способствовал строительству более 200 мечетей и нескольких медресе по всей России. Помог многим молодым ребятам выехать на учёбу в ведущие исламские вузы мира.
В 1992 году его избрали депутатом Верховного совета Дагестана. Это был первый опыт хождения мусульманина с исламской программой в российскую политику.
Ахмад-Кади Ахтаев возглавлял одно из трех течений салафитского понимания ислама. В отличие от Багаутдина Кебедова и Ангуты Омарова, прибегавших к концепции такфира (обвинения своих оппонентов в вероотступничестве), выступавших с жесткой критикой традиционного для Дагестана суфизма и властей Дагестана, Ахтаев считал, что допустимо молиться за имамом-суфием и посещал мечети, контролируемые тарикатистами, выступал против призывов к вооруженному джихаду, критиковал радикалов за слишком вольное применение концепции такфира и был за активный диалог с властями.
Ахмад-Кади призывал к активному участию в общественной жизни и за объединение мусульман на основе позитивных идей преобразования окружающего общества. Пользовался большим авторитетом как политик, просветитель и крупный богослов. Ему принадлежат десятки аналитических работ и сотни статей, опубликованных как в России, так и за рубежом. Он был участником Хартумской, Женевской, Стамбульской, Лондонской конференций и других крупных научных форумов, посвященных современным проблемам мусульман.

### Смерть и последствия
В 1998 году Ахмад-Кади умер в Кудали. Причиной смерти стал сердечный приступ, существует версия отравления спецслужбами.
Смерть Ахтаева, занимавшего умеренные позиции, лишила умеренное крыло салафитов своего лидера. Нишу, которую он занимал, заполнил радикально настроенный Багаутдин Кебедов. Организацию «Исламское движение Кавказа», созданной и возглавляемой им, после его смерти присвоил себе идеолог чеченского сепаратизма Зелимхан Яндарбиев. В июле 1999 года вместе с отрядами Хаттаба и Шамиля Басаева Багаутдин Кебедов вошел со стороны Чечни в Цумадинский район Дагестана, что послужило причиной развязывания Второй чеченской войны.

## Публикации
- «Сборник хадисов»
- «Все о хадже»
- «Война идей»